# نبات خشبي
النبات الخشبي هو نبات قادر على إنتاج الخشب حيث يقوم النسيج الثانوي بتدعيم أو استبدال الأنسجة الابتدائية بالخشب. الغالبية العظمى من النباتات الخشبية تكون معمرة.

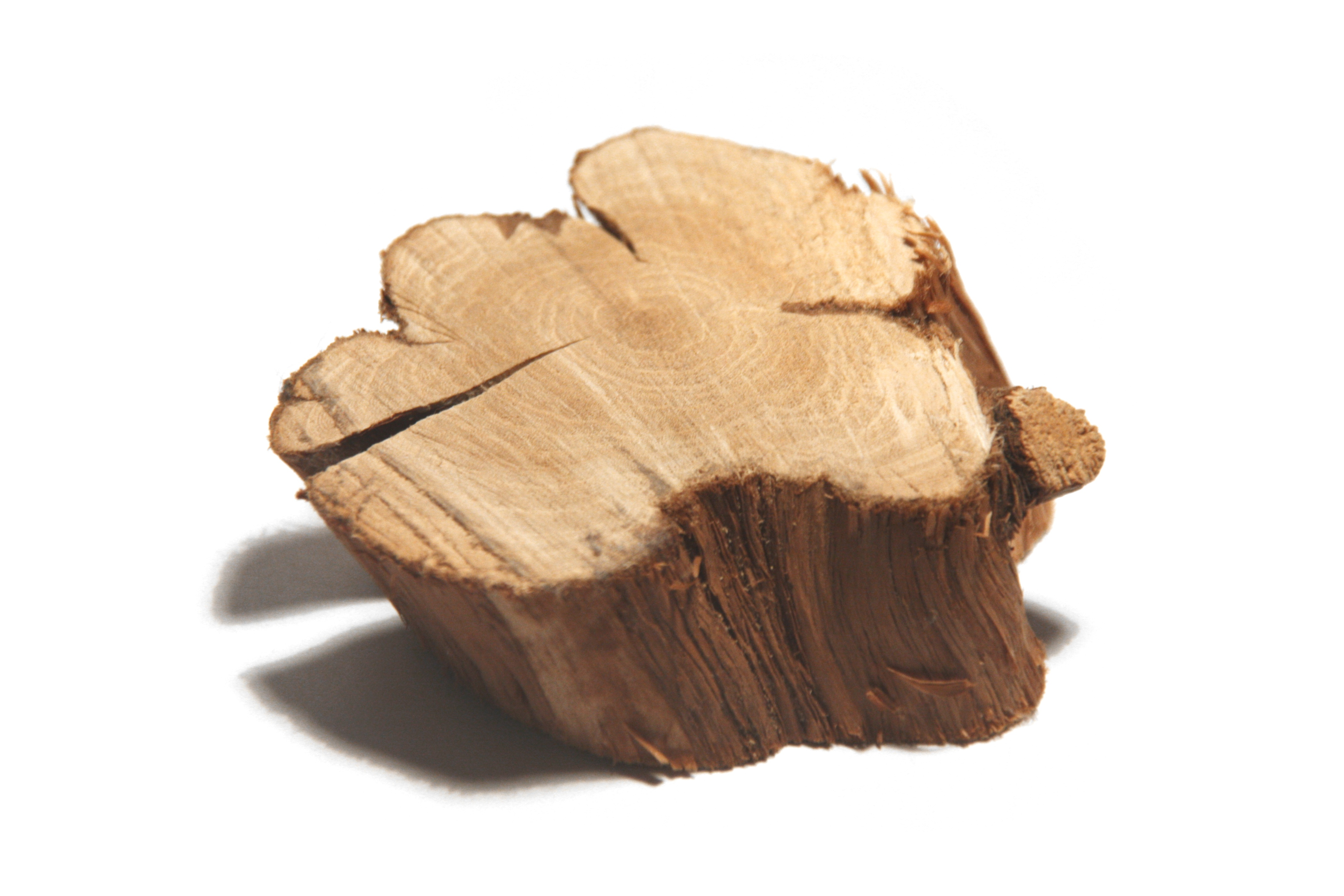
مثال غلى نبات خشبي: نبات إكليل الجبل (الروزماري)

من المعروف أن مصدر الخشب هو الأشجار الخشبية أي أن منشأ الخشب نباتياً.ولا تعتبر كل النباتات خشبية وإنما يجب أن تتوافر صفات معينة في النبات الخشبى وهذه الصفات هي:
1. لابد أن تكون نباتات وعائية أي تحتوى على أنسجة توصيل عبارة عن الخشب واللحاء يحدث له لجننه ويكون بعد ذلك الخشب الناضج.
2. لابد أن تكون معمرة أي تعيش عدد من السنين قد تصل إلى مئات أو آلاف السنين.
3. يجب أن يكون لها ساق يستمر سنة بعد أخرى ويطلق على الساق الخشبى Steam, Trunk, Bole.
4. يجب أن يحدث بها تغليظ ثانوى Secondary thickness عن طريق طبقة الكابنيوم وبذلك يزداد قطر الأشجار الخشبية في السمك ويصبح معالجاً لإستخراج الخشب المصنع Lumber.

## أنواع النباتات الخشبية
أنواع النباتات الخشبية ثلاثة هي:
- الأشجار
- الشجيرات Shrubs
- المتسلقات الخشبية Woody Lianas

والوقع أنه لا يوجد حد فاصل بين هذه الأنواع فنجد نبات على شكل شجرة في مكان ما بينما يأخذ شكل شجيرة في منطقة أخرى إذا توافرت الظروف لذلك. وعموما فإن أقسام النباتات الخشبية يمكن تقسيمها إلى الآتى:
الشجرة:
نبات خشبى يصل ارتفاعه عند البلوغ Maturity 20 قدماً على الأقل وله ساق أصلى قائم يتميز بنموه وخلوه من الأفرع لعدة أقدام فوق سطح الأرض ويحمل تاج مميز.
الشجيرة:
عبارة عن نبات خشبى لا يزيد ارتفاعه عن 20 قدما وعادة الشجيرة لها أكثر من ساق أصلى واحد وقد تكون الشجيرة قائمة أو مفترشة ومثال الشجيرات المفترشة حبن Gaultheria.
التسلق الخشبى:
عبارة عن نباتات متسلقة بالمحاليق أو الجذور الهوائية أو الألتفاف وهذه المتسلقات تعتبر من مميزات الغابات الأستوائية.
وبالنسبة لوضع الأشجار الخشبية في المملكة النباتية وباختصار فإن الأشجار تقع تحت رتبة البذريات
وتشغل مسمين كبيرين:
- الأشجار المخروطية
- الأشجار ذات الورق العريض ولكل قسم مميزات وصفات تميزه عن القسم الأخر نذكر منها على سبيل المثال الآتى:

1. شكل الأشجار النمو العمودى Excurrent للأشجار المخروطية والنمو المفترش Decurrent للأشجار ذات الورق العريض.
2. الثمار: مخروطية تحتوى على البذور في مخاريط في الأشجار الصنوبرية وتنمو ثمارها المغطاة في الأشجار ذات الورق العريض.

## فوائد الأشجار
1. الحصول على المنتجات الأساسية من الأشجار وهي الأخشاب وتختلف درجة الجودة للأخشاب باختلاف الأشجار وكل نوع من الأخشاب له استعمال خاص فبعضها يصلح للأخشاب المصنعة أو الأخشاب المنشرة.
2. عجينة الورق Wood Pulp : الأخشاب التي تستعمل في إنتاج عجينة الورق لها مواصفات خاصة من حيث احتوائها على نسبة منخفضة من المستخلصات الخشبية وطول أليافها وثقل أخشابها النوعى.
3. إنتاج الفلين: وينتج من بعض الأشجار في المناطق المعتدلة حيث يجرح القلف ويتكون من هذا الجرح نسيج موسيقى فلينى ثم تنزع الطبقات المختلفة ويخرج نوع الفلين حسب نوعية الأشجار وتعتبر أشجار السنديان الفلين Quereus Suber من أهم الأشجار المنتجة للفلين وهي موجودة في حوض البحر الأبيض المتوسط كأسبانيا وتونس والمغرب.
4. إنتاج الصموغ والراتنجات وغيرها: فمثلا إنتاج الصموغ من أشجار السنط العربى Acacia وإنتاج الراتنجات Resin & Rosin من الأشجار الصنوبرية خاصة Pinus sp. وتستخدم بعض الأشجار في إنتاج أنواع من الشراب السكرى الطبيعى مثل أشجار القصب السكرى.
5. حماية وحفظ التربة من الانجراف عن طريق زراعة الأصناف من الأشجار الخشبية التي تناسب هذا الغرض «حفظ التربة» عن طريق المجموع الجذرى كما يمكن أيضاً تثبيت الكثبان الرملية التي لها تأثير ضار على المجتمعات بأساليب علمية خاصة في زراعتها.
6. الأشجار وأثارها الجمالى في تنسيق الحدائق وزراعة الطرق والشوارع بأصناف تتميز بجمالها وأزهارها وغيره.
7. آثر الأشجار في تحسين وتلطيف الجو خاصة في المناطق المفتوحة حيث تؤدى زراعة الأشجار إلى توفير الظل ومنع الأتربة في المناطق القفرة القاحلة ويؤدى إلى تخفيض عدة درجات من الحرارة عند إستعمالها. كما تحمى المناطق من الانجراف في حالة هطول الأمطار وآثر ذلك معروف عالمياً.

## العوامل الأساسية التي تحدد أهمية الشجيرة
هناك عوامل أساسية للأشجار لتحقيق الهدف المطلوب من زراعتها وأبسطها الحصول على المادة الخشبية اللازمة لتغذية الصناعات الخشبية والكيميائية وغيرها وأهم هذه العوامل هي:
1. 1. نوع الخشب Wood Quality : المادة الخشبية هي العامل الأساسى في تحديد أهمية الشجيرة ويختلف نوع الخشب تبعاً لنوع التركيب التشريحى للأصناف المختلفة فتركيب وطول الألياف الخشبية تؤثر على نوع الخشب كذلك وجود المستخلصات الخشبية من عدمه يؤثر أيضاً.
  2. سرعة النمو Growth Rate : سرعة النمو للأشجار لها علاقة مباشرة بالإنتاج السنوى من الأخشاب وتختلف الأشجار في معدل النمو السنوى وعادة يلازم سرعة النمو كثافة خشبية أقل من النمو البطئ وعموما فالأشجار منقسمة إلى أشجار سريعة النمو مثل الحور والكافور والباولونيا والكازوارينا وأخرى متوسطة مثل أشجار السرو والصنوبر وأشجار بطيئة مثل التوبا والشوح والسنديان وغيرها.
  3. الحجم النهائى للأشجار Ulimate Size : تختلف الأشجار في الحجم والشكل النهائى فبعض الأشجار حجمها أو قد يكون متفرع وعادة يختلف الحجم النهائى حسب الظروف البيئية بالإضافة إلى طيعة النمو وكذلك خصوبة التربة.
  4. عمر الشجرة Tree Age : هي الفترة التي تمر من بدء الزراعة حتى تصل الشجرة إلى الحجم المناسب الاقتصادى للقطع والاستعمال والأشجار أما قصيرة العمر 15 – 20 سنة أو متوسطة العمر 60 – 70 سنة وطويلة العمر أكثر من 100 سنة.
  5. مقاومة الصنف للآفات والحشرات: درجة مقاومة الأشجار للآفات الحشرية والفطرية تحدد لدرجة كبيرة نجاحها في منطقة معينة والأمثلة على ذلك كثيرة فشجرة الكستناء أنقرضت من الولايات المتحدة والحور من مصر لإصابته بحفار ساق التفاح وغيرة فمقاومة الصنف تعتبر من أهم العوامل المحددة لأهمية الشجرة.

## علوم الأشجار
تقسم علوم الأشجار إلى خمسة أقسام رئيسية تتعلق بكافة النواحى التي لها علاقة بنموها وإدارتها وحمايتها واستعملاتها واقتصادياتها ولا يخفى أن هذا التقسيم يأتى من طبيعة الأشجار وأعمارها وأستغلال المواد الخشبية داخل الساق ولعل أهم الأسباب التي أدت إلى ذلك هو طول عمر الأشجار فهى تأخذ تمام الصحة وصلاحيتها للقطع والاستغلال فترة زمنية طويلة أقلها 20 – 30 عاماً وقد تمتد إلى أكثر من 100 عام للأصناف المتوسطة في العمر وقد تمكث مئات بل آلاف السنين لكى تعمر وتزدهر وهذا الأمر هو الواقع في الطبيعة ومن ثم فالأشجار القائمة تعتبر الرأسمال والثروة التي تستفيد منها الشعوب في حياتها اليومية فكما سبق إيضاحه هناك فوائد مباشرة كثيرة وأخرى غير مباشرة عديدة.